# Imade Annouri
Imade Annouri (Antwerpen, 20 februari 1984) is een Belgisch politicus voor Groen.

## Biografie
Annouri groeide op in Berchem en Hoboken en heeft Marokkaanse roots. Hij volgde in het middelbaar onderwijs de richting menswetenschappen aan het Pius-X Instituut te Antwerpen. Vervolgens behaalde hij in 2010 een bachelor in het sociaal-agogisch werk aan de HU Brussel. Van 2010 en 2014 werkte Annouri voor de KU Leuven als adviseur instroom van etnisch-culterele minderheden.

## Politieke loopbaan
In 2011 werd Annouri lid van Groen Antwerpen en van 2012 tot 2014 was hij als bestuurslid actief binnen de werking van Jong Groen. In 2012 werd hij na de lokale verkiezingen ook lid van de Antwerpse districtsraad, waar hij bleef zetelen tot in 2014. Bij de Vlaamse verkiezingen van 2014 werd hij verkozen in het Vlaams Parlement, waar hij zich ging focussen op thema’s als jeugd, de strijd tegen discriminatie op de arbeidsmarkt, seksueel grensoverschrijdend gedrag in de sport en de omgang met gokreclames, alsook diversiteit, economie, werk en stedenbeleid. In mei 2019 werd hij herkozen.
Bij de lokale verkiezingen van oktober 2018 werd Annouri verkozen als gemeenteraadslid van Antwerpen. Op 1 september 2020 volgde hij Wouter Van Besien op als fractievoorzitter van Groen in de Antwerpse gemeenteraad, hetgeen hij bleef tot in oktober 2022.
Annouri kreeg de plaats van lijstduwer op de Antwerpse Groen-lijst voor de Vlaamse verkiezingen van juni 2024. Uit teleurstelling voor deze plaats besloot hij na de verkiezingen de politiek te verlaten. Hij kwam wel nog op bij de lokale verkiezingen van oktober 2024, zowel voor de Antwerpse gemeenteraad als voor de districtsraad van Berchem. Annouri raakte verkozen in Berchem, maar besloot zijn mandaat niet op te nemen.